# Lista de bairros de Humaitá (Amazonas)
Este anexo lista os bairros de Humaitá, que são as divisões oficiais do município brasileiro supracitado, localizado no interior do estado do Amazonas, Região Norte do país. As áreas e as subdivisões estão de acordo com a prefeitura da cidade, enquanto os dados populacionais foram coletados pelo Instituto Brasileiro de Geografia e Estatística (IBGE) durante o censo realizado no ano de 2010 e os dados dos domicílios estão de acordo com aquele instituto, com referências do mesmo ano.
Em 2010, Humaitá era composta por 13 bairros oficiais, além de povoados rurais, comunidades ribeirinhas, de loteamentos e bairros não-oficiais. Segundo o IBGE, o mais populoso era o Nova Humaitá, localizado na zona Noroeste da cidade, reunindo 5 026 habitantes, sendo seguido pelo São Cristovão, com 4 028 pessoas, e pelo São Francisco, com 3 599 habitantes.

## Bairros de Humaitá
| Bairros oficiais de Humaitá |            |            |            |                         |
| Bairro                      | Habitantes | Habitantes | Habitantes | Domicílios particulares |
| Bairro                      | Homens     | Mulheres   | Total      | Domicílios particulares |
| Centro                      | 1 015      | 1 033      | 2 048      | 532                     |
| Divino Pranto               | 800        | 742        | 1 542      | 359                     |
| Nossa Senhora do Carmo      | 1 348      | 1 196      | 2 544      | 536                     |
| Nova Esperança              | 248        | 218        | 466        | 114                     |
| Nova Humaitá                | 2 498      | 2 528      | 5 026      | 1 211                   |
| Novo Centenário             | 581        | 566        | 1 147      | 279                     |
| Santo Antônio               | 1 219      | 1 201      | 2 420      | 526                     |
| São Cristovão               | 2 043      | 1 985      | 4 028      | 1 023                   |
| São Domingos Sávio          | 1 771      | 1 700      | 3 471      | 807                     |
| São Francisco               | 1879       | 1720       | 3599       | 844                     |
| São José                    | 514        | 513        | 1 027      | 252                     |
| São Pedro                   | 928        | 836        | 1764       | 499                     |
| São Sebastião               | 737        | 682        | 1 419      | 325                     |